# سی (سون)
سی (سون) (به انگلیسی: Seille (Saône)) رودخانهای است که در فرانسه جریان دارد.